# Hotel Bicentenario (Tucumán)
El Hotel Bicentenario Suites & Spa es un hotel ubicado en la ciudad de San Miguel de Tucumán, Provincia de Tucumán, Argentina. Su denominación proviene de la celebración del Bicentenario de la Independencia Argentina del Imperio Español celebrado en Tucumán.

## Generalidades
El hotel fue inaugurado el 19 de junio de 2012, con la presencia del presidente del Ente Tucumán Turismo Bernardo Racedo Aragón, el arquitecto y el inversor del proyecto, junto a otras autoridades públicas y privadas. Además se realizaron representaciones propias de la época.
El edificio es un hotel de categoría 4 estrellas, teniendo 8 plantas superiores y 70 habitaciones. Además cuenta con un restaurante, estacionamiento para huéspedes, gimnasio, auditorio y servicios de spa y solárium.